# إيف ترودو
إيف ترودو (بالفرنسية: Yves Trudeau) (و. 1930 – 2017 م) هو نحات كندي، ولد في مونتريال، توفي في مونتريال، عن عمر يناهز 87 عاماً، بسبب نوبة قلبية.

## التعليم
تعلم في كلية الفنون الجميلة في مونتريال ‏.

## جوائز
حصل على جوائز منها:
- نيشان كندا من رتبة عضو.